# Perdita guerreroensis
Perdita guerreroensis är en biart som beskrevs av Timberlake 1964. Perdita guerreroensis ingår i släktet Perdita och familjen grävbin. Inga underarter finns listade i Catalogue of Life.